# 인민우호훈장

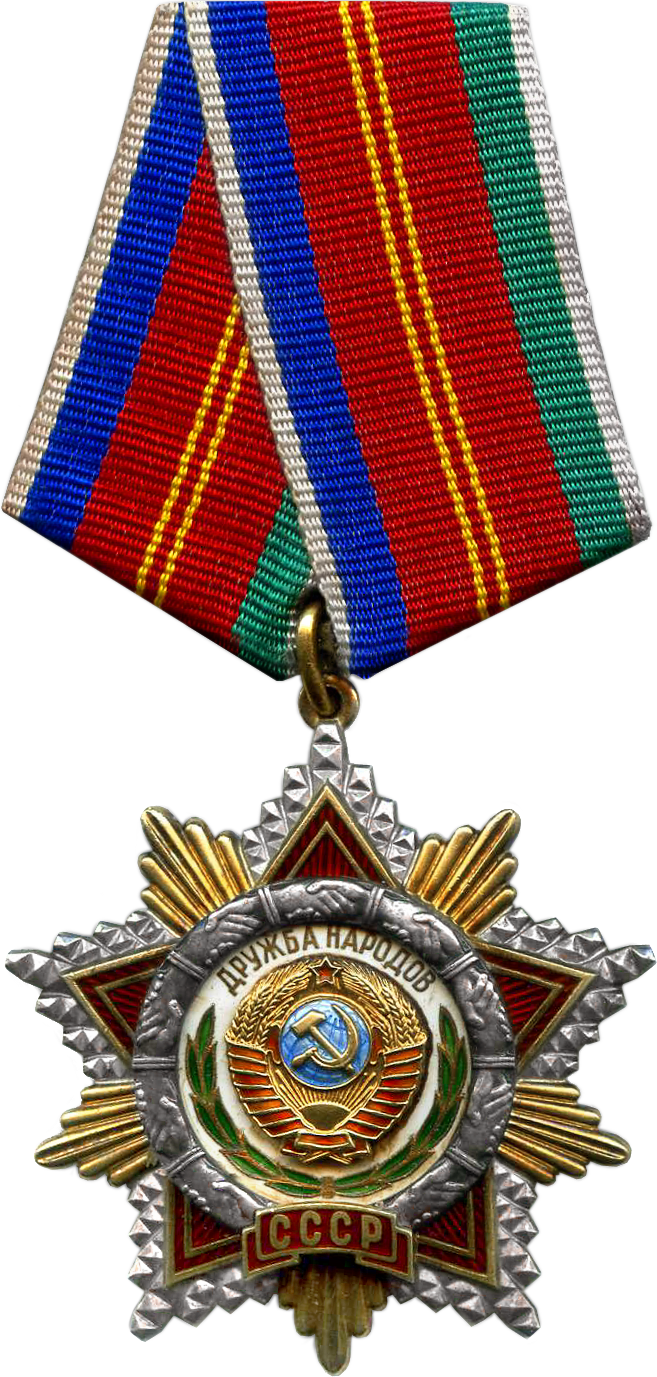

인민우호훈장(러시아어: oрден Дружбы народов) 또는 인민우애훈장은 소련의 훈장으로, 소련의 개인(비시민권자 포함), 단체, 기업, 군부대, 그리고 행정 구역에 민족 간 및 국제적 우호와 협력 강화, 소련의 경제, 정치, 과학, 군사, 문화 발전에 기여한 공로를 인정받아 수여되었다.
이 훈장은 1972년 12월 17일 소련 건국 50주년을 맞아 제정되었다. 훈장 디자인은 알렉산더 주크가 제작했다. 훈장의 지위는 1980년 7월 소련 소련 최고 소비에트에서 약간 수정되었으며, 1991년 12월에 폐지되었다. 러시아 연방에서는 알렉산더 주크가 제작한 우정훈장으로 대체되었다.
첫 번째 수혜국은 러시아 소비에트 연방 사회주의 공화국(RSFSR)이었고, 그 뒤를 이어 소련의 다른 공화국들이 수혜국으로 이어졌다.

## 같이 보기
- 레닌 평화상
- 인민우호훈장 수훈자 목록